# Catocala prolifica
Catocala prolifica là một loài bướm đêm trong họ Erebidae.